# Conservatoire à rayonnement régional de Rouen
 (août 2025).
Le conservatoire à rayonnement régional de Rouen est un conservatoire à rayonnement régional, établissement d'enseignement artistique agréé et contrôlé par l'État (Direction générale de la Création artistique du ministère de la Culture et de la Communication), représenté par la direction régionale des Affaires culturelles (DRAC). Il propose trois spécialités, musique, chorégraphie et art dramatique. Il est situé à Rouen (Seine-Maritime, France).

## Histoire
Le conservatoire à rayonnement régional de Rouen a ouvert ses portes le 23 avril 1945 sous l'impulsion de l'organiste rouennais et chef d'orchestre Albert Beaucamp et de l'adjoint aux Beaux-Arts de la ville, Paul Helot.
Il est appelé conservatoire national de région (CNR) de Rouen de 1977 à 2007, puis conservatoire à rayonnement régional.

### Directeurs successifs
- Albert Beaucamp - 1945 à 1967
- Jean-Sébastien Béreau - 1967 à 1973
- Jean-René Meunier - 1973 à 1992
- Anthony Girard - 1993 à 2001
- Jean-Louis Maes - 2002 à 2004
- Claire Paris-Messler - 2005 à 2016
- Claude Brendel - 2016 à 2021
- Valérie Lacognata - 2021 à 2024
- Guillaume Cazal - depuis 2025

## Le CRR aujourd'hui

### Diplômes délivrés
Le conservatoire décerne un certificat d'études musicales et un certificat d'études chorégraphiques, ainsi que les diplômes d’études chorégraphiques, musicales et théâtrales.

### Enseignement
Dans le domaine musical, le conservatoire délivre un enseignement concernant les cordes (violon, alto, violoncelle, contrebasse), les bois (flûtes, hautbois, basson, saxophone, clarinette), les cuivres (cor, trompette, trombone, tuba) ainsi que les instruments polyphoniques (piano, accordéon, guitare, harpe, orgue, percussions). Des classes de chant, d’écriture et de composition musicales, ainsi qu’un atelier dédié aux instruments anciens, au jazz et à la musique traditionnelle sont également organisés. 
Les danses classique, jazz et contemporaine font partie de l’offre chorégraphique du conservatoire.
Le cursus d’art dramatique inclut des formations à l'interprétation, l'improvisation, la technique corporelle, la diction et la technique vocale.

### Partenariats
Le conservatoire, en partenariat avec l’Éducation nationale, s’inscrit dans un cycle de classes à horaires aménagés. L'école Michelet (musique), le collège Fontenelle ainsi que le lycée Jeanne-d'Arc participent à ce programme,.

## Liste d'anciens élèves du conservatoire
- Patrick Chesnais
- Anny Duperey
- Chantal Nobel
- Jean-Michel Dupuis
- Virginie Lemoine
- Franck Dubosc
- Valérie Lemercier
- Karin Viard